# Dieskau (Familienname)
Dieskau ist ein deutscher Familienname.

## Namensträger
- August Dieskau (1805–1889), deutscher Kunstgärtner
- Augustus von Dieskau († 1739), anhalt-zerbstischer Vizepräsident und Landrichter
- Busso Carl Heinrich von Dieskau (1725–1791), anhalt-köthenscher Hofrmaschall und Rittergutsbesitzer
- Carl von Dieskau (Kriegskommissar) († 1667), kursächsischer Kriegskommissar
- Carl von Dieskau (Landrat) (1679–1744), preußischer Landrat und Rittergutsbesitzer
- Carl von Dieskau (Geheimer Rat) (1653–1721), preußischer Geheimer Rat
- Carl von Dieskau (Hofmarschall) († 1680), sachsen-merseburger Hofmarschall
- Carl Heinrich von Dieskau (1706–1782), königlich-polnischer und kurfürstlich-sächsischer Kammerherr und Rittergutsbesitzer
- Carl Hildebrand von Dieskau (1677–1739), königlich-polnischer und kurfürstlich-sächsischer Kammerherr und Rittergutsbesitzer
- Christian Erdmann von Dieskau († 1738), sachsen-merseburgischer Kammerrat, Amtshauptmann und Rittergutsbesitzer
- Christian Wilhelm von Dieskau (1703–1764), sachsen-coburg-saalfeldischer Schlosshauptmann und Bergrad
- Dietrich Fischer-Dieskau (1925–2012), deutscher Sänger (Bariton)
- Erdmuthe Sophie von Dieskau (1698–1767), Mätresse des Kurfürst-Königs August des Starken
- Friedrich August von Dieskau (1732–1792), k. k. Generalmajor
- Geißler von Dieskau (Geheimer Rat) (1654–1718), kursächsischer Geheimer Rat
- Geißler von Dieskau (Landkammerrat) († 1748), königlich-polnischer und kurfürstlich-sächsischer Landkammerrat und Rittergutsbesitzer
- Hans von Dieskau († 1563) († 1563), kurfürstlich-sächsischer Kriegskommissar und Festungsbaumeister
- Hans von Dieskau (Amtmann) († nach 1598), kursächsischer Amtmann zu Lützen
- Hans von Dieskau (1702–1750), königlich-polnischer und kurfürstlich-sächsischer Kammerherr und Rittergutsbesitzer
- Heinrich Gottlob von Dieskau (1681–1760), anhalt-zerbstischer Geheimer Rat, Kammerpräsident und Rittergutsbesitzer
- Hieronymus von Dieskau (1565–1625), kurbrandenburgischer Geheimer Rat
- Hieronymus von Dieskau (Der Verneuernde) (1591–1641), deutscher Rittergutsbesitzer und Mitglied der Fruchtbringenden Gesellschaft
- Joachim Fischer-Dieskau (1896–1977), deutscher Jurist und Ministerialbeamter
- Johann Adolph von Dieskau († 1742), königlich-großbritannischer und kurfürstlich-hannoverscher Geheimer Kriegsrat und Rittergutsbesitzer
- Johann Friedrich von Dieskau (1735–1806), herzöglich-sächsischer Landkammerrat und Rittergutsbesitzer
- Julius von Dieskau (1798–1872), deutscher Jurist und Politiker, Mitglied der Frankfurter Nationalversammlung, MdL
- Karl Heinrich Wilhelm von Dieskau (1797–1857), belgischer Generalmajor
- Karl Wilhelm von Dieskau (1701–1777), preußischer Generalleutnant und Generalinspekteur der Artillerie
- Klaus Fischer-Dieskau (1921–1994), deutscher Chorleiter
- Ludwig August von Dieskau (1701–1767), französischer Generalleutnant
- Manuel Fischer-Dieskau (* 1963), deutscher Cellist, Hochschullehrer für Violoncello und Kammermusik
- Mathias Fischer-Dieskau (* 1951), deutscher Bühnenbildner und Theaterausstatter
- Otto von Dieskau (Bergrat) († 1597), kursächsischer Kammer- und Bergrat
- Otto von Dieskau (Kammerherr) (1635–1683), Kammerherr, Vize-Oberhofrichter und Kreissteuereinnehmer in Leipzig
- Otto Dieskau (1844–1933), deutscher Schulrektor und Heimatforscher
- Otto Erdmann von Dieskau († 1716), sachsen-merseburgischer Geheimer Rat und Rittergutsbesitzer
- Rudolph von Dieskau (1593–1656), Mitglied der Fruchtbringenden Gesellschaft, sächsischer Hofbeamter, Autor didaktischer und satirischer Dichtungen
- Werner von Dieskau († 1723), fürstlich-sächsischer Oberst und Kommandant der Leuchtenburg